# Obleganje Jeruzalema (70)
Obleganje Jeruzalema leta 70 je bila odločilna bitka v prvi judovsko-rimski vojni. Po padcu Jeruzalema je padla tudi Masada, s čimer se je ta vojna končala. Med obleganjem Jeruzalema je Rimljanom vodil bodoči cesar Tit Flavij, takrat poveljnik čet pod vrhovnim poveljstvom svojega očeta, cesarja Vespazijana.

## Obleganje
Kljub nekaterim uspehom proti Rimljanom so bili zeloti, voditelji judovskega upora, med seboj razdeljeni in tudi niso bili vojaško usposobljeni. 
Tit Flavij je oblegal Jeruzalem s tremi legijami na zahodni strani; (V. Makedonska legija, XII. legija Fulminata in XV. legija Primigenia) in s pomočjo ene legije (X. legija Fretensis) na vzhodni strani mesta. Tit je popolnoma preprečil oskrbo mesta: romarjem je prepovedal tudi vstop v Jeruzalem. Med obleganjem je Tit poslal Jožefa Flavija, nekdanjega judovskega poveljnika in zdaj zvestega rimskega podpornika, da se pogaja z uporniki. Pogajanja so se končala brez uspeha.
Sredi maja leta 70 je Titu uspelo uničiti zaščitni zid in se približati Tempeljskemu griču, kultnemu središču Jeruzalema. Sledili so ulični boji z zeloti, ki so povzročili velike izgube na obeh straneh. Sčasoma so se Rimljani umaknili. Med enim napadom na Rimljane so Judje uničili njihov velik oblegovalni stroj, ki so ga tja pripeljali za napad na trdnjavo Antonine, glavno judovsko trdnjavo v Jeruzalemu. Vendar je Tit to izgubo kmalu nadoknadil.
Rimljani so večkrat neuspešno napadli trdnjavo Antonia. Končno so dosegli uspeh, ko so sredi noči šli na spalno stražo. Trdnjava Antonia je imela velik strateški pomen: je druga najvišja točka v mestu in je bila odlično izhodišče za napad na sam Drugi tempelj, glavni vojaški cilj.
Tit verjetno ni načrtoval uničenja templja. Možno je, da ga je le hotel spremeniti v poganskega; tj. da bi bil tempelj posvečen rimskim cesarjem in rimskim bogovom. Ko je organizirana judovska obramba prenehala (meseca avgusta), so se rimski vojaki maščevali in tempelj je bil verjetno uničen, ko je bilo požgano celotno mesto. Mnogim branilcem je uspelo pobegniti skozi skrivne podzemne rove. Nekateri so se še vedno upirali v drugih delih mesta. Jeruzalem je popolnoma prešel v rimske roke 7. september, ko so bili preostali branilci pobiti in jih je nekaj pobegnilo.
Judje še danes žalujejo za uničenjem templja. V Rimu še vedno stoji Titov slavolok, ki slavi osvojitev Jeruzalema in templja.

## Uničenje Jeruzalema
Sulpicij Sever (363-420) v svoji "Kroniki" citira Tacita, ki pravi, da je Tit uničil Drugi tempelj, da bi uničil judovske in krščanske sekte. Jožef Flavij izrecno trdi, da je Tit ukazal, naj se Tempelj reši, vendar so rimski vojaki, ki so med obleganjem utrpeli velike izgube, ta ukaz ignorirali. Vendar pa pričevanje Jožefa Flavija ni posebej zanesljivo.

## Krščanske interpretacije
Kristjani verjamejo, da je bilo obleganje in uničenje Jeruzalema izpolnitev Kristusove prerokbe, izrečene približno štirideset let prej (Lk 21, Mt 24, Mk 13). Luka poroča, da je Jezus, ko je napovedal uničenje jeruzalemskega templja, Judom razložil, kaj naj storijo, ko bo proti njim prišla rimska vojska:
In ko boste videli Jeruzalem obkrožen z vojskami, vedite, da se je približalo njegovo opustošenje. Tedaj naj prebivalci Judeje zbežijo v gore; kateri so v mestu, naj gredo ven, kateri pa so na polju, naj ne hodijo v mesto, kajti to so dnevi maščevanja, da se izpolni vse, kar je pisano. (Lk 21:20–22).
Evzebij iz Cezareje piše, da so se jeruzalemski kristjani umaknili iz mesta, še preden je izbruhnil spopad. Zapustili so mesto in se zatekli v Pello (današnja Jordanija). Kristjani verjamejo tudi, da uničenje templja in Jeruzalema predstavlja izpolnitev prerokb iz Stare zaveze: Izaija 10:3 in Daniel 9:26.
Origen razlaga uničenje Jeruzalema kot Božjo kazen Judom, ker so zavrnili Bogom danega Mesijo in trpljenje, ki so mu ga povzročili:
Šlo je le za to, da bi bilo mesto, v katerem je Jezus toliko trpel, popolnoma uničeno in da bi bilo judovsko ljudstvo strmoglavljeno.